# Johann Baptist Lampi der Ältere

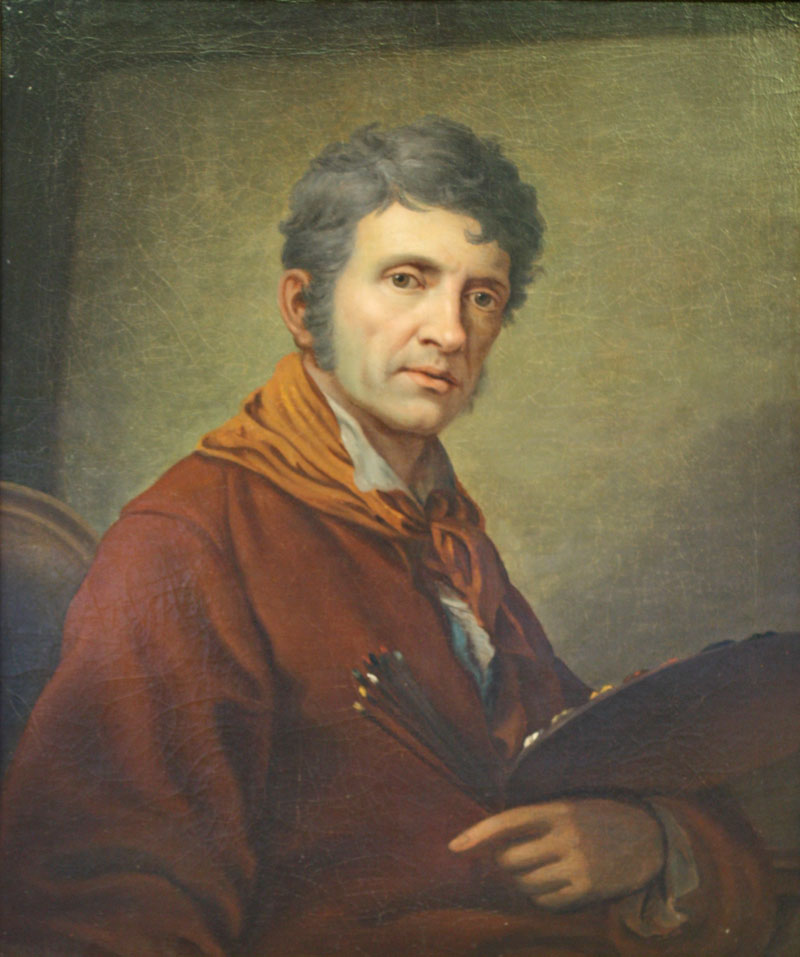
Selbstporträt (1808–1810), Innsbruck.

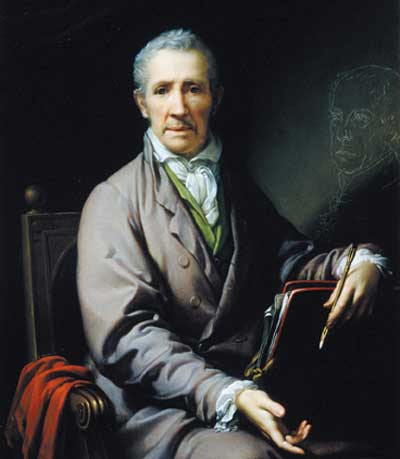
Selbstporträt im Alter von 76 Jahren (1828), Wien.

Johann Baptist Lampi der Ältere, bis 1782 Lamp, ab 1798 Ritter von Lampi, italienisch Giovanni Battista Lampi senior, polnisch Jan Chrzciciel Lampi starszy, russisch Иоганн Баптист Лампи Старший (* 31. Dezember 1751 in Romeno, Fürstbistum Trient; † 11. Februar 1830 in Wien), war ein italienischer Porträtmaler, der hauptsächlich in Wien, Warschau und Petersburg tätig war.

## Lebensstationen

### Romeno, Salzburg
Johann Baptist war das vierzehnte Kind des Malers Matthias Lamp (ca. 1698–1780), eines unehelichen Bauernsohnes aus dem Pustertal (Tirol), der 1730 in Romeno im Nonstal Chiara Margherita Lorenzoni (1706–1752), Tochter eines Kanzlisten aus Cles, geheiratet hatte. Johann Baptists Mutter starb vier Tage nach der Geburt. Bis der Vater 1756 eine neue Ehe mit Maria Anna Pedranzi verwitweter Campi schloss, kümmerte sich wahrscheinlich die älteste Schwester Isabella (verheiratete Gilli) um die Halbwaise.
1768 finden wir den Sechzehnjährigen in Salzburg bei einem Cousin, dem durch seine Porträts der Familie Mozart bekannten Maler Pietro Antonio Lorenzoni oder Lorenzi (um 1721–1782). Dieser gab den Jungen bei Franz Xaver König (ca. 1711–1782), dann bei Franz Nikolaus Streicher (1736–1811) in die Lehre.

### Verona, Trient, Rovereto
Auf erste Aufträge in Trient folgte 1772 ein Aufenthalt in Verona, wo Johann Baptist bei Francesco Lorenzi (1720–1787) – einem Schüler Giambattista Tiepolos (1696–1770) – Unterricht nahm. Im selben Jahr heiratete er Anna Maria Franchi (1749–1795) aus Cloz im Nonstal, die ihm nicht nur sieben Kinder gebar, sondern auch die Farben rieb, die Leinwände grundierte usw. 1773 wurde er Mitglied der Veroneser Akademie.
Insgesamt sieben Jahre lang arbeitete Johann Baptist in Trient. Neben Bildern für Kirchen malte er 1776 den neugewählten Fürstbischof Pietro Vigilio Thun.
In Rovereto schuf er 1779 mit dem Porträt des Bischofs von Sutri und Nepi, Girolamo Luigi Crivelli, ein frühes Meisterwerk.

### Innsbruck, Klagenfurt

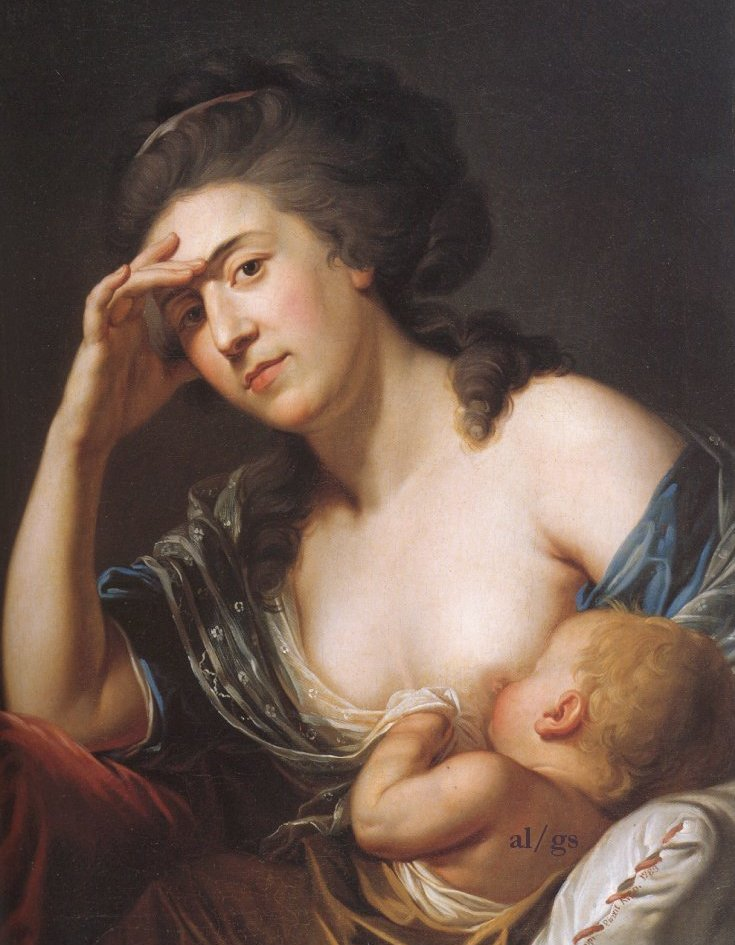
Lampis erste Frau Anna Maria mit dem Sohn Franz Xaver (1783), Innsbruck.

Im erwähnten Jahr übersiedelte Johann Baptist nach Innsbruck. Für ein Bildnis verlangte er damals acht Dukaten. 1781 erhielt er den ersten Auftrag des Kaiserhauses, ein Porträt Erzherzogin Elisabeths.
Elisabeths Schwester Marianne lud ihn darauf nach Klagenfurt ein, wo er 1782 seine Gattin mit dem Sohn Franz Xaver malte.

### Wien (bis 1788)

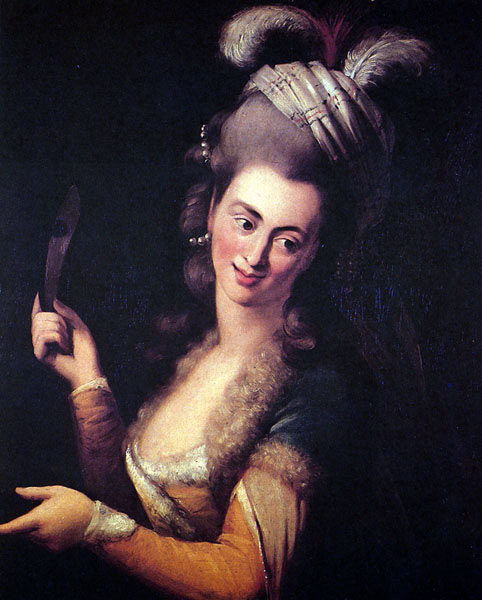
Mozarts Schwägerin Aloisia Lange als Zémire (ca. 1784), verschollen.
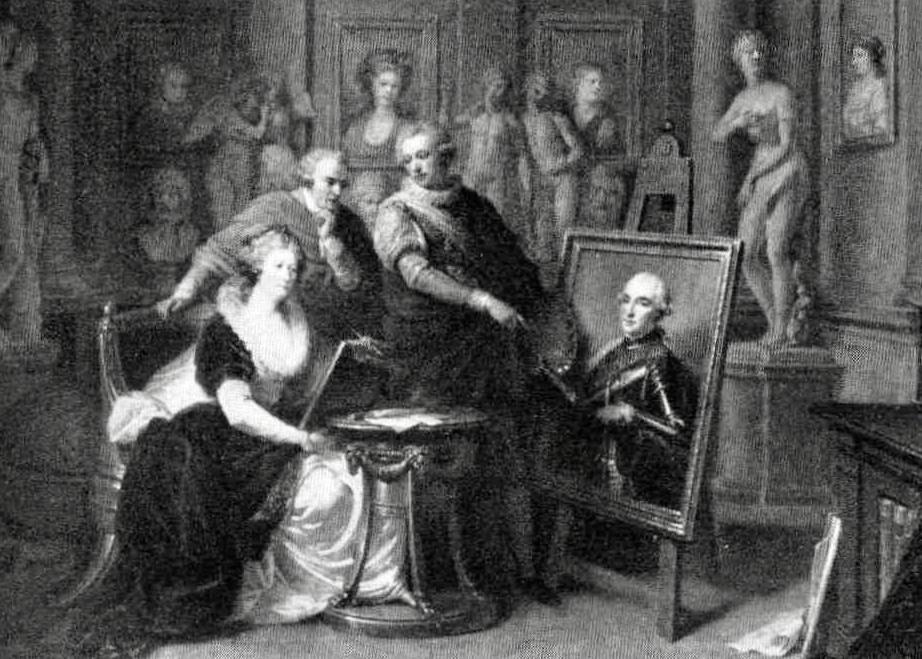
Der Künstler mit dem Ehepaar Potocki, 1786, ehemals Warschau.

1783 wagte der Künstler, der sich seit dem Vorjahr Lampi nannte, den Sprung nach Wien. Dort war er Wohnungsnachbar Mozarts im sogenannten Figarohaus (Domgasse 5). Zu den ersten, die sich von ihm malen ließen, gehörten der Naturforscher und Freimaurer Ignaz von Born, der Bankier Johann Fries und General Ludwig von Terzi. Weiter stellte Lampi Mozarts Schwägerin Aloisia Lange geborene Weber als Zémire in Grétrys Oper Zémire et Azor dar. 1784 beauftragte ihn der Hof mit dem Porträt Elisabeths von Württemberg, der Verlobten des künftigen Kaisers Franz II.
1785 wurde er Mitglied der Akademie der bildenden Künste. 1786 sandte man drei heute verschollene Porträts von ihm – Joseph II., Franz (II.) und Elisabeth von Württemberg – nach Petersburg. Nachdem er ein weiteres monumentales Bildnis des Kaisers geschaffen hatte, ernannte ihn Joseph II. – obwohl Lampi kaum auf diesem Gebiet tätig war – zum Professor für Historienmalerei an der Akademie.

### Warschau

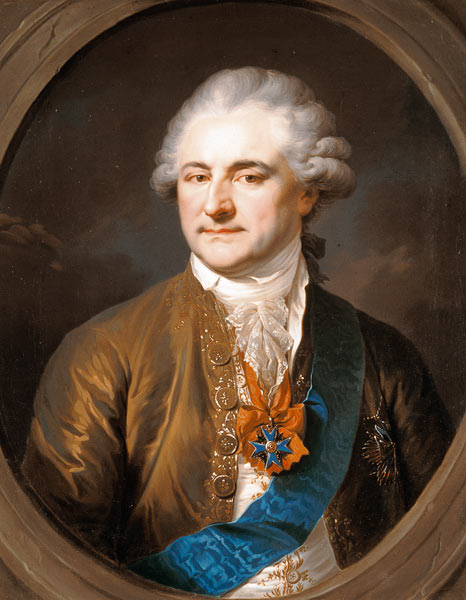
König Stanisław August (1788/89), Breslau.
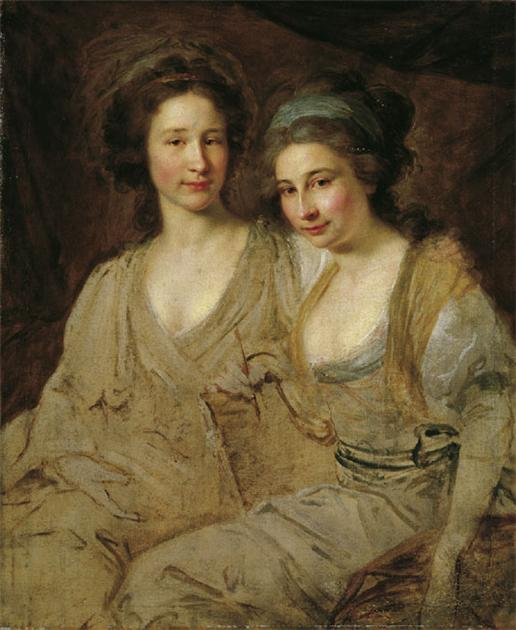
Zwei Töchter der Tänzerin Caterina Tomatis (1788/89), Wien.
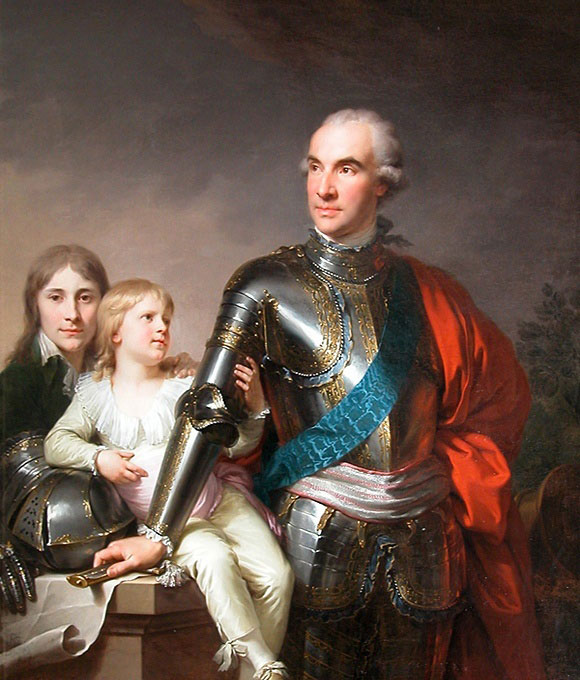
Szczęsny Potocki mit zwei Söhnen (1788/89), Louvre.
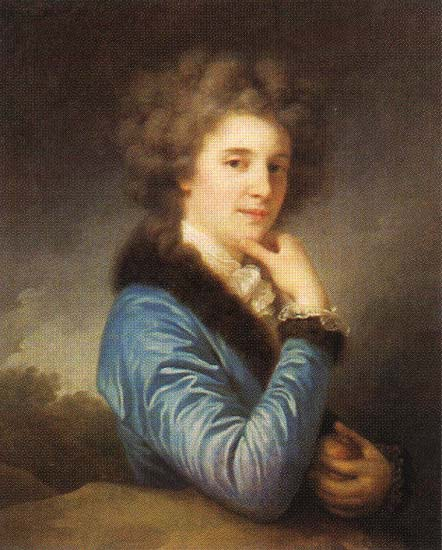
Zofia Wittowa als Siegreiche Venus (1788/89[14]), Petersburg.

1788–1791 reduzierte der Russisch-Österreichische Türkenkrieg die Verdienstmöglichkeiten in Wien. Vor diesem Hintergrund hielt sich Lampi 1788/89 in Warschau auf, wofür er von der Akademie Urlaub erhielt. Eingeladen hatte ihn vielleicht König Stanisław August persönlich. Neben diesem porträtierte Lampi Mitglieder des in der Hauptstadt Polens versammelten „Langen Sejms“. Dabei stellte er königstreue Reformer in westlicher Kleidung dar oder wie Paweł Grabowski in der Nationaltracht, mit Russland kollaborierende Magnaten wie Szczęsny Potocki und Franciszek Ksawery Branicki historisierend in Ritterrüstung. Wie die unvollendeten Bildnisse der Töchter der Tänzerin Caterina Tomatis zeigen, malte er in Warschau nur die Köpfe, um die Porträts dann in Wien zu vollenden. Die Mätresse und spätere Gattin Potockis, Zofia Wittowa, hatte er einmal als Vestalin, einmal als Siegreiche Venus mit dem Apfel des Paris darzustellen.

### Iași

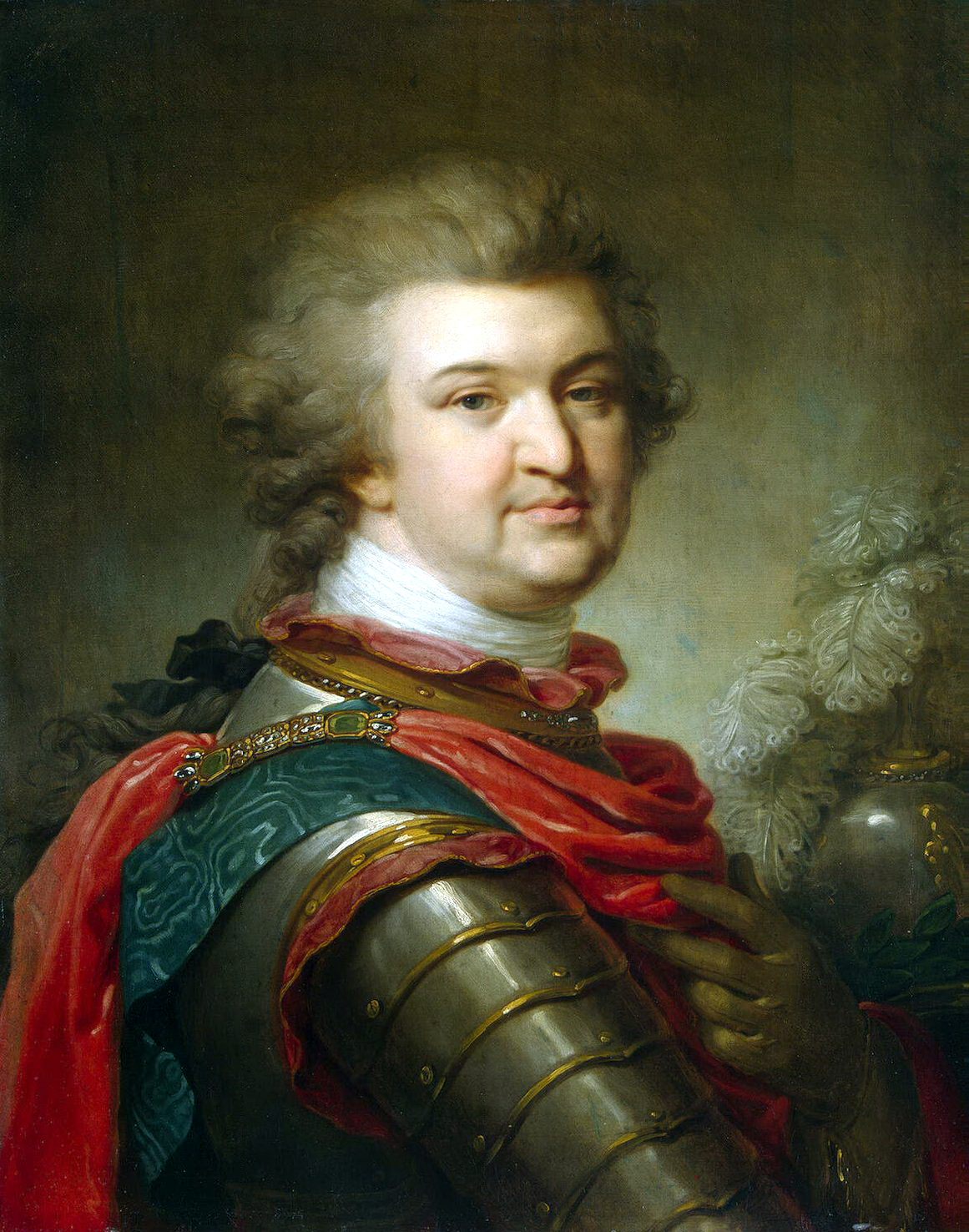
Grigori Potjomkin post mortem (1791), Petersburg.

1790 porträtierte Lampi den neuen Kaiser Leopold II. Im selben Jahr lud der russische Oberbefehlshaber Grigori Potjomkin Lampi in sein Hauptquartier in Iași (heute Rumänien) ein. Es wurde 1791, bis der Maler der Einladung Folge leisten konnte. Als er in der Hauptstadt der Moldau eintraf, war Potjomkin bereits tot. So malte er ein Phantombild des Verstorbenen und porträtierte dessen Gefolge. Potjomkins rechte Hand General Wassili Popow verschaffte ihm darauf eine Einladung Katharinas II. nach Petersburg.

### Petersburg

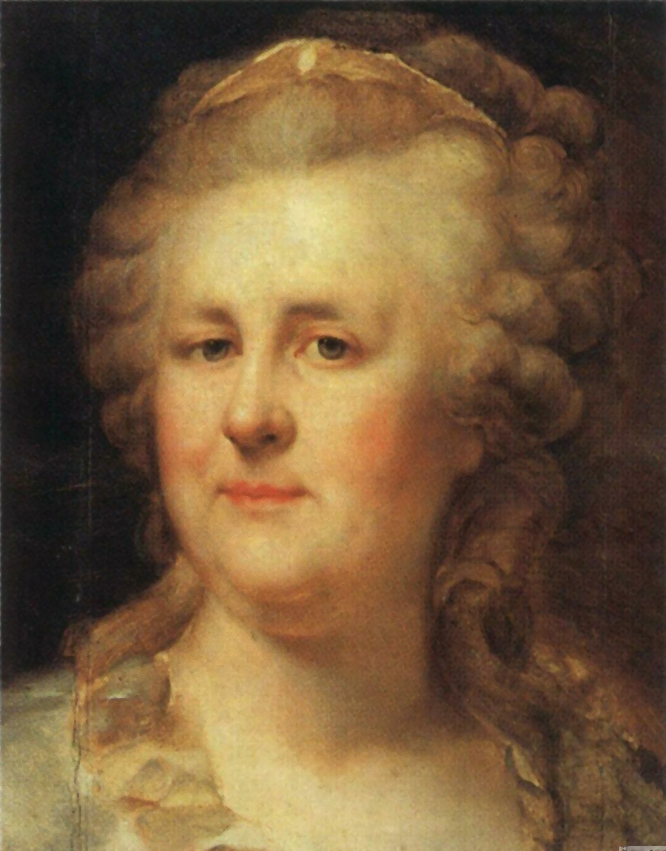
Katharina II. (1792), Petersburg.
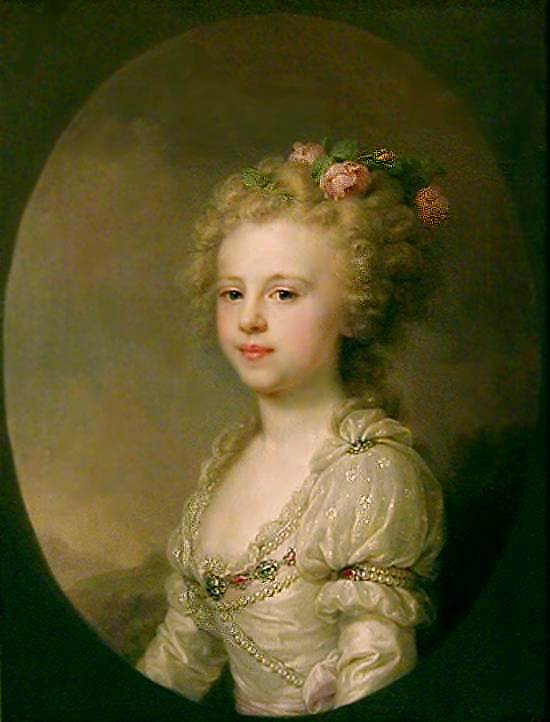
Großfürstin Alexandra (1792), Gattschina.
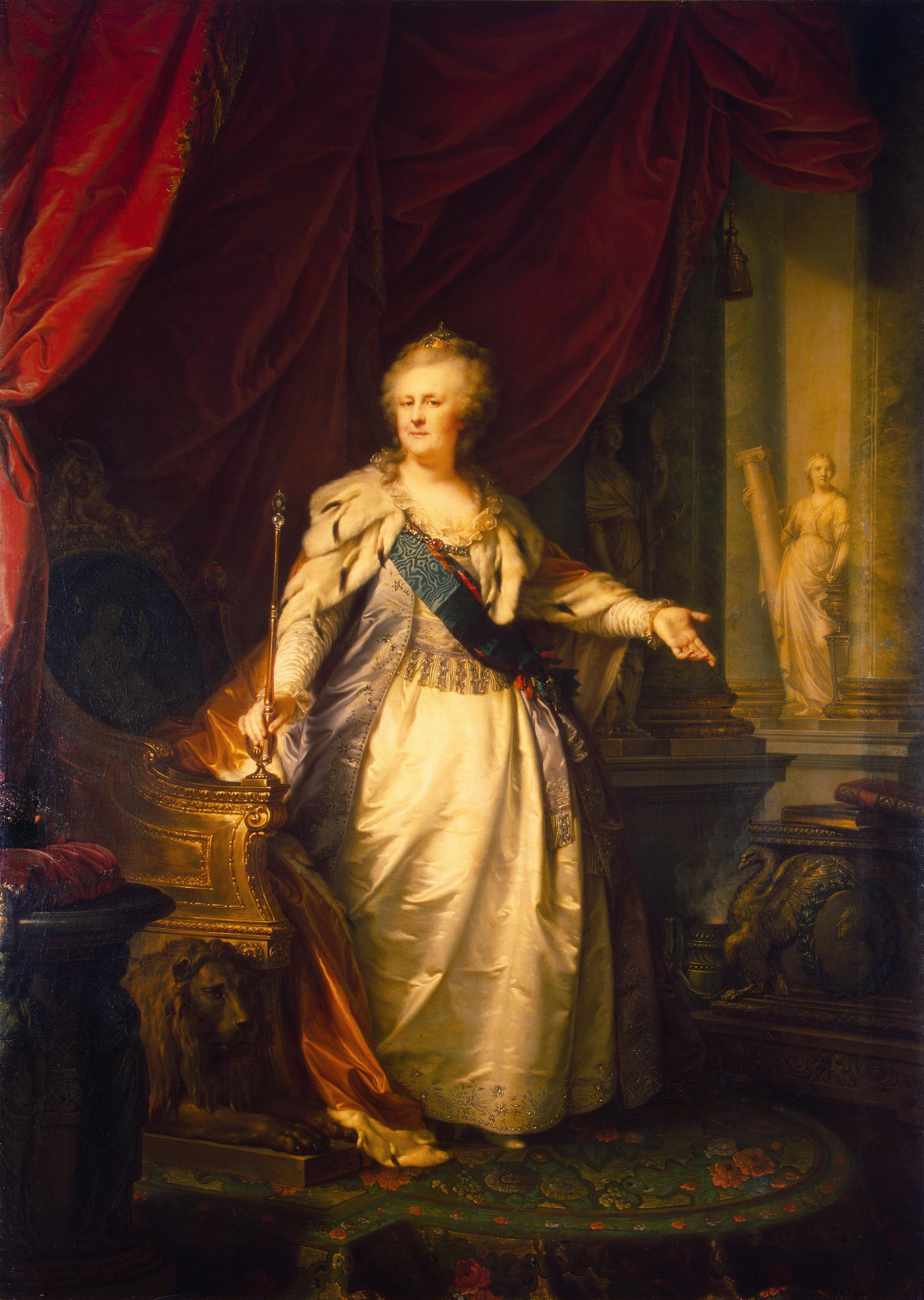
Monumentalbildnis Katharinas II. (1792/93), Petersburg.
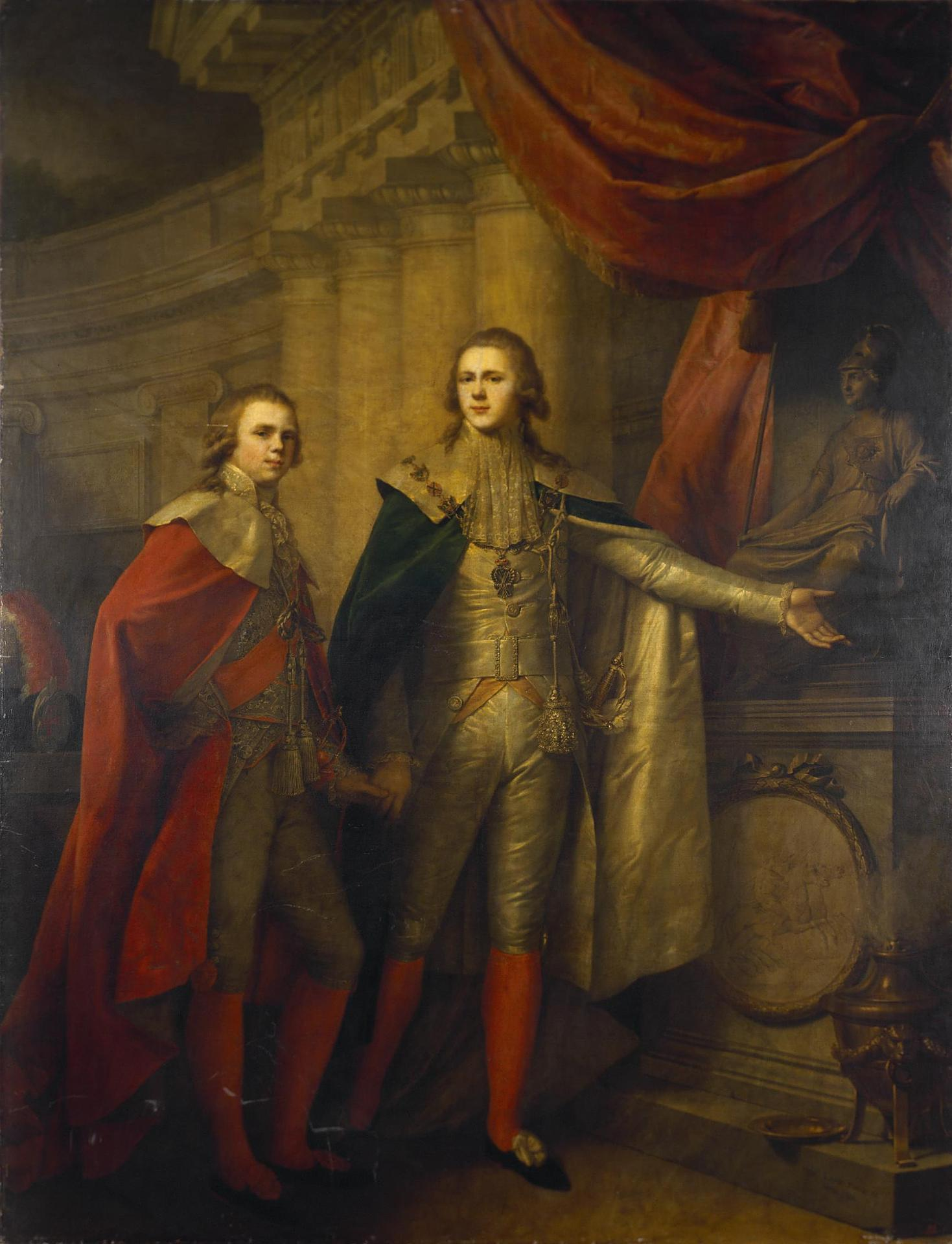
Alexander (I.) mit Bruder Konstantin (1795), Petersburg.
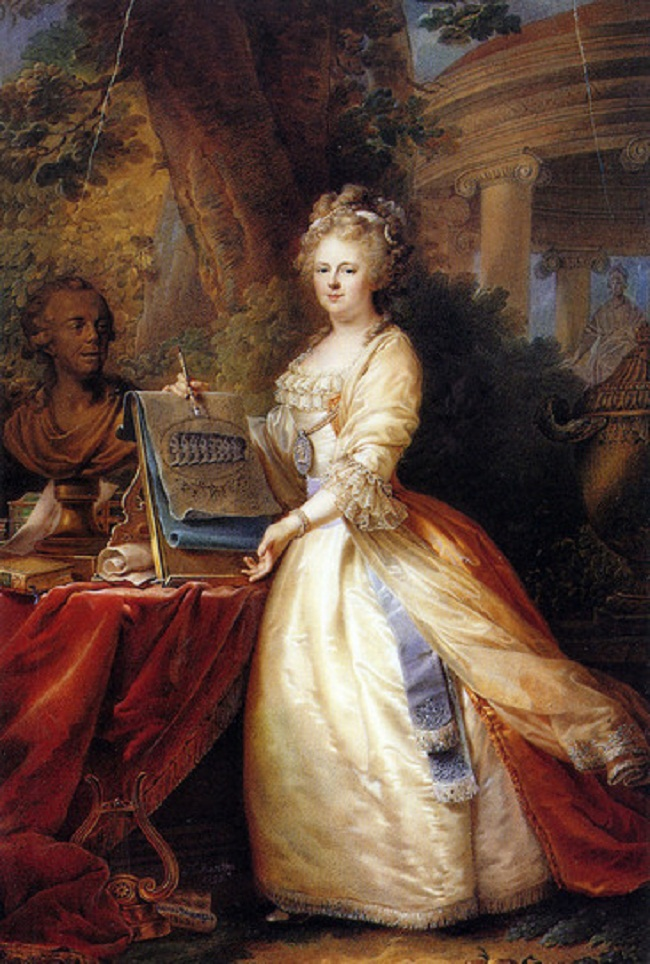
Großfürstin Maria Fjodorowna (1795), Pawlowsk.
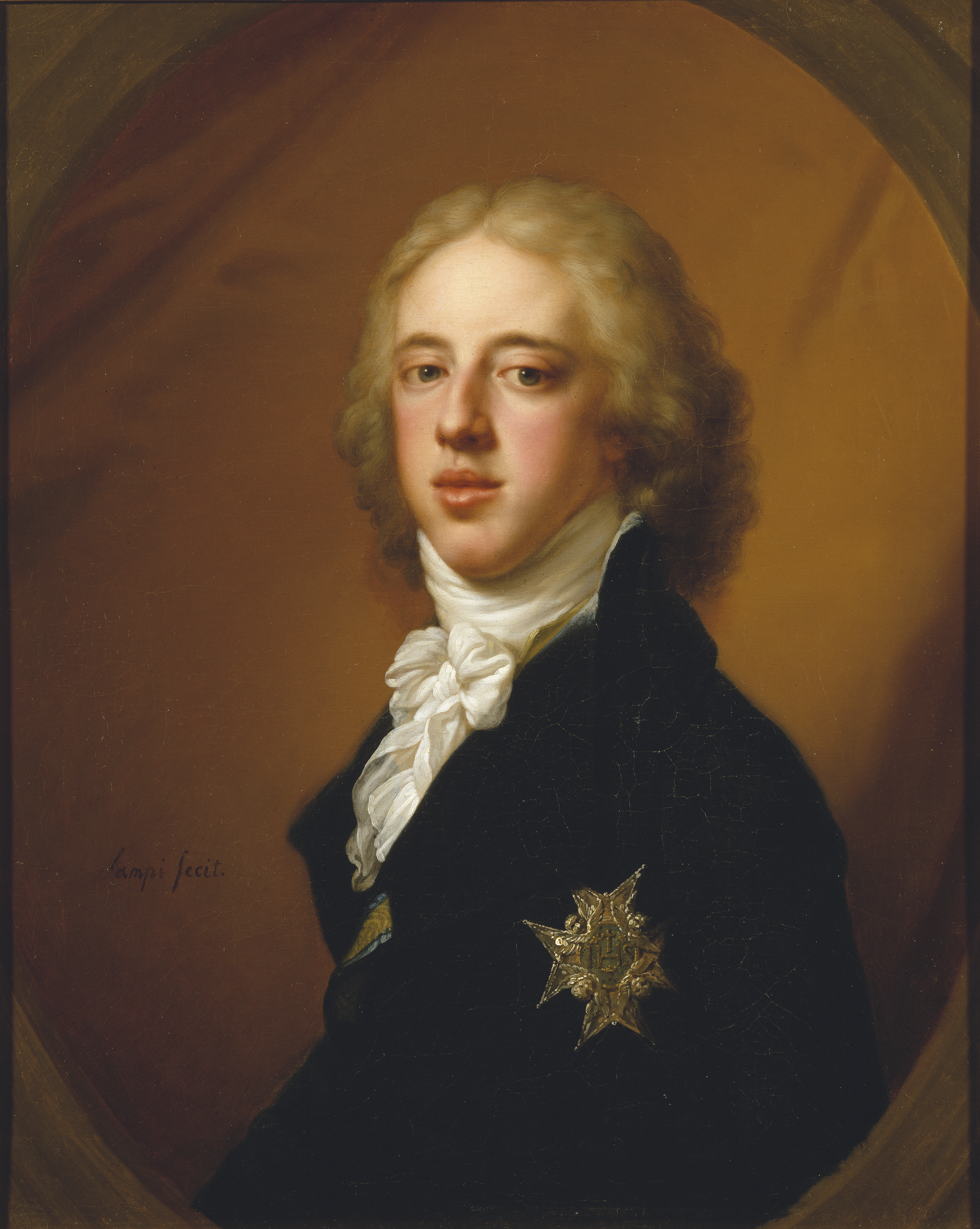
König Gustav IV. Adolf (1796/97), Stockholm.
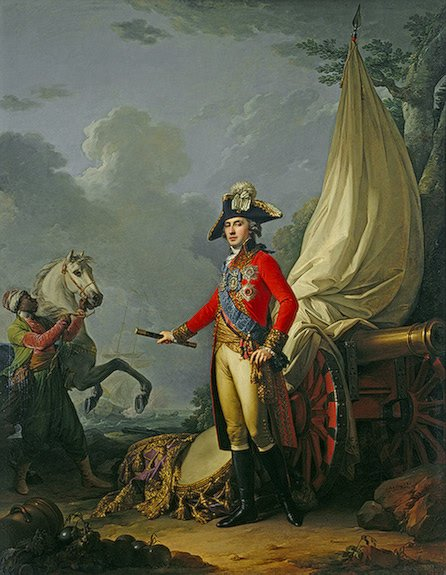
Platon Subow (1802), Petersburg.

Nachdem ihm die Akademie den Urlaub verlängert hatte, traf Lampi, aus Iași kommend, 1792 in der Hauptstadt des Russischen Kaiserreichs ein. Während in Westeuropa das revolutionäre Frankreich die Monarchien in die Defensive drängte, blieb er fünf Jahre lang in einer Welt, wo der Reichtum noch in „Seelen“ (verkäuflichen Leibeigenen) gemessen wurde.
Nachdem Porträts ihrer Enkelkinder zu ihrer Zufriedenheit ausgefallen waren, stand ihm die 63-jährige Monarchin selbst Modell. Er stellte sie mit verjüngten Gesichtszügen vor Statuen der Constantia und der Prudentia dar. Auch malte er ihren 38 Jahre jüngeren Liebhaber Platon Subow, ihre schöne Schwiegertochter Maria Fjodorowna und zahlreiche Mitglieder des Hofadels.
1794 ernannte ihn die russische Akademie – als zweiten Künstler nach dem Bildhauer Falconet – zum Ehrenmitglied. Auf Bitte ihres Präsidenten Alexei Musin-Puschkin verfasste er Vorschläge für eine Reform der Ausbildung. Wie Élisabeth Vigée-Lebrun berichtet, die 1795 nach Petersburg emigrierte, wurde sie von ihrem Kollegen mit ausgesuchten Speisen und Tafelmusik empfangen.
Im zuletzt erwähnten Jahr verlor Lampi seine Frau, die mit den Kindern in Wien geblieben war. Sein ältester Sohn kam darauf zu ihm nach Russland. Johann Baptist der Jüngere blieb dort bis 1804. Der Vater hingegen kehrte 1797 nach Wien zurück, nachdem seine kaiserliche Gönnerin gestorben war. Aus unterschiedlichen Angaben über seine zweite Ehe lässt sich herauslesen, dass er sich in Petersburg mit Juliane Regini oder Julia Rigin (1773–1829) zusammentat, die er dann 1807 in Wien heiratete.
Laut dem Maler Martin Johann Schmidt hatte Lampi in Russland 100 000 Rubel verdient. Allein für das erwähnte Monumentalbildnis der Kaiserin erhielt er 12 000 Rubel. Wurzbach schreibt: „Die Erinnerung an den Petersburger Aufenthalt und vornehmlich an die Kaiserin Katharina, der er Ruhm und Vermögen zu danken hatte, blieben immer lebendig in des Künstlers Seele. Das Bildniß der Kaiserin hing in seinem Gemache und brannte stets eine Lampe vor demselben.“

### Wien (ab 1797)

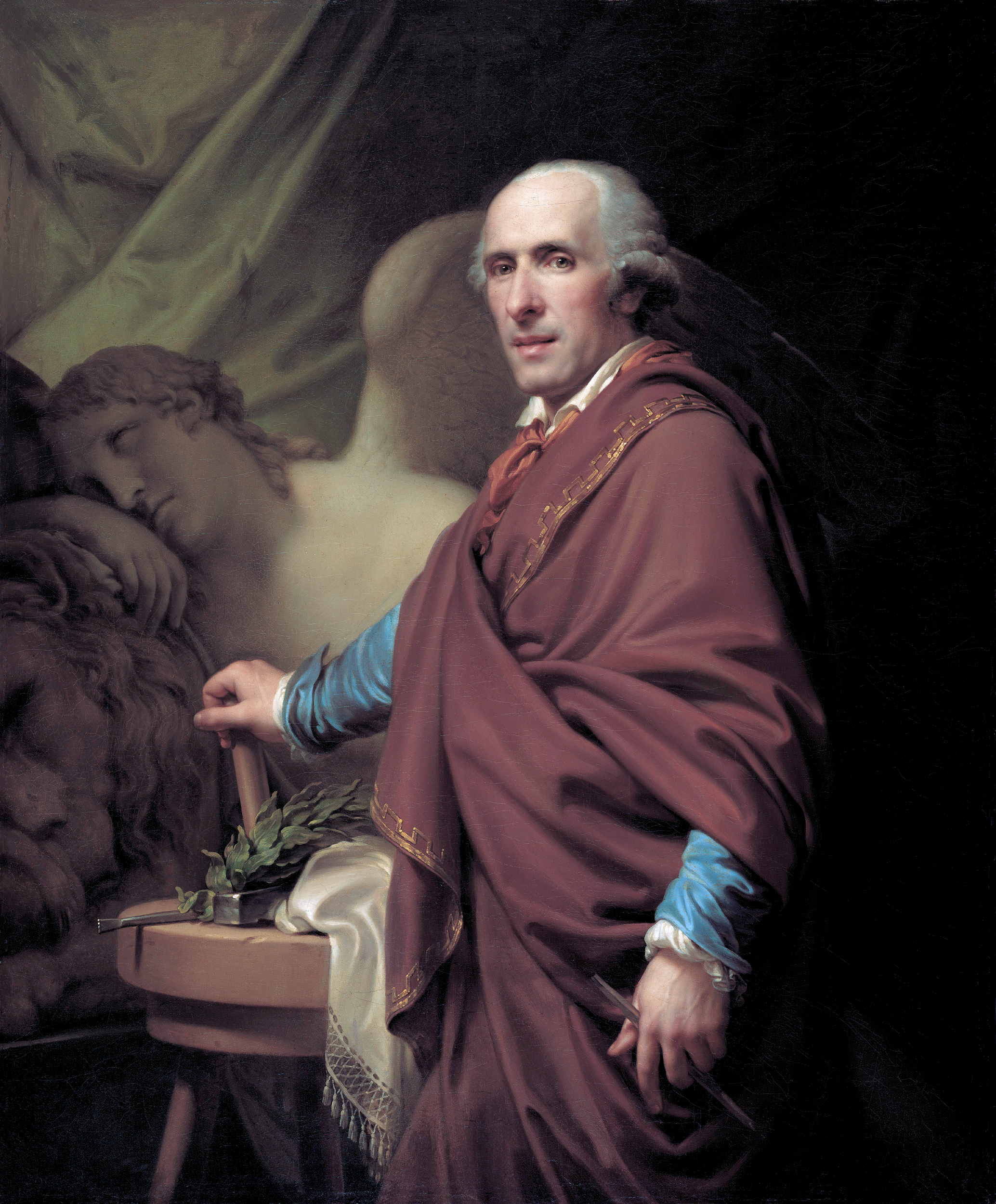
Antonio Canova (1805/06), Vaduz.
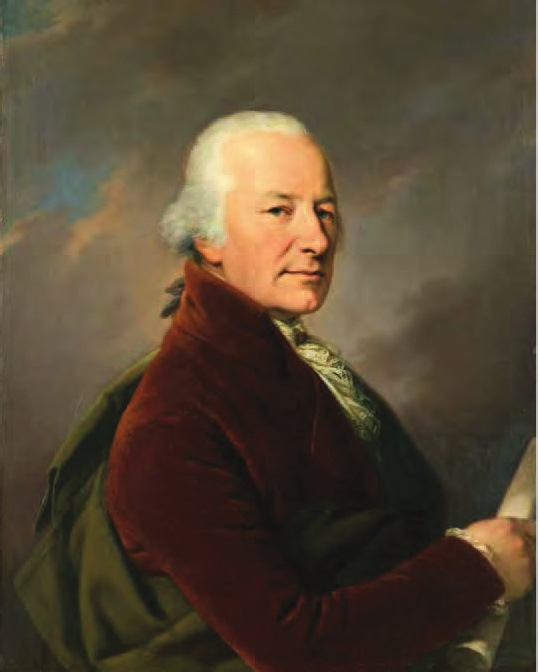
Franz Jäger (vor 1809), Privatbesitz.

Im Vorort Leopoldstadt erwarb Lampi den ehemaligen Gasthof „Zum Schwarzen Bären“, wo er eine Sammlung von Gemälden, Drucken und 7000 alten Münzen anlegte. War Wien schon unter Joseph II. ein hartes Pflaster für die bildende Kunst, so erst recht nach Österreichs Niederlage im Ersten Koalitionskrieg. Außerdem hatte in Lampis Abwesenheit der Maler Heinrich Füger eine Monopolstellung erlangt. Er war nun auch Direktor der Akademie, wo der aus Russland Zurückgekehrte seine Lehrtätigkeit wiederaufnahm. Nebenbei vollendete Lampi in Petersburg begonnene Porträts, so jenes des schwedischen Königs Gustav IV. Adolf.
Seine Klientel blieb der Hochadel. 1798 wurde er von Kaiser Franz II. in den Reichsritterstand erhoben. 1799 erhielt er das Ehrenbürgerrecht der Stadt Wien. 1800 ernannte ihn die Akademie von Stockholm zum Ehrenmitglied. Bei den Besetzungen Wiens durch die Franzosen (1805 und 1809) kommandierte er die Akademische Legion, welche die Kunstschätze des Kaiserhauses bewachte. 1805/06 malte er den Bildhauer Canova vor dessen Kenotaph für Erzherzogin Marie Christine, 1810 Napoleons Braut Marie-Louise von Österreich. Im letztgenannten Jahr fiel seine Equipage, die 10 000 Gulden gekostet haben soll, durch die Schuld des Kutschers in den Donaukanal. Während des Wiener Kongresses wurden ihm jüngere Künstler wie Jean-Baptiste Isabey und Thomas Lawrence vorgezogen. Das Porträt von Kardinal Ercole Consalvi zeigt ihn aber noch auf der Höhe seiner Fähigkeiten.
1819 stiftete Lampi einen Preis für Aktzeichnen. 1822 ging er bei vollem Gehalt in Pension. In seinen letzten Jahren weilte er oft in Baden bei Wien zur Kur. Ein im Alter von 76 Jahren gemaltes Selbstporträt an der Staffelei soll sein letztes Werk gewesen sein. Er starb drei Wochen nach seiner zweiten Frau und wurde auf dem Friedhof in Währing beigesetzt.

## Nachruhm, Nachfahren, Schüler

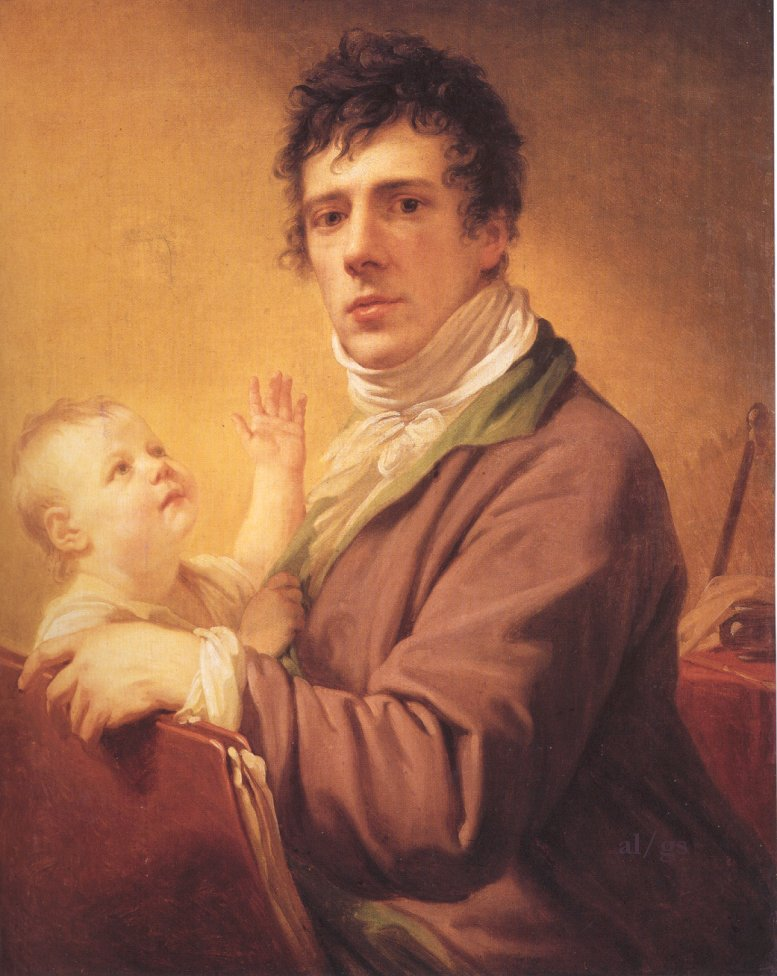
Johann Baptist Lampi der Jüngere mit Sohn (ca. 1810), Innsbruck.

Beim Wiener Augarten gibt es seit 1875 eine Lampigasse. 1894 erhielt der Maler ein Ehrengrab auf dem Zentralfriedhof. Sein Heimatort Romeno errichtete ihm 1925 ein Denkmal. Es gibt dort eine Piazza Gian Battista Lampi, in Trient und andern Gemeinden des Trentino nach dem Maler benannte Straßen. 1992 wurde die Associazione Culturale „Giovanni Battista Lampi“ – Alta Anaunia mit Sitz in Sanzeno gegründet.
Lampis Söhne traten in dessen Fußstapfen. Johann Baptist der Jüngere (1775–1837) übernahm das Atelier des Vaters, während Franz Xaver (1782–1852) mit diesem brach und sich als Porträt- und Historienmaler in Warschau niederließ. Auch die Enkel Johann Baptist Matthias (1807–1857) und Alexander (1810–1832) griffen zum Pinsel.
Zu Lampis Schülern zählten Wladimir Borowikowski (1757–1825), Joseph Kreutzinger (1757–1829), Johann Ender (1793–1854), Ferdinand Georg Waldmüller (1793–1865), Joseph Edward von Gillern (1794–1845), Peter Fendi (1796–1842), Leopold Kupelwieser (1796–1862) und Franz Eybl (1806–1880).